# 岔路口站 (巴黎地鐵)
岔路口站（法語：La Fourche）是巴黎地鐵的一個車站。岔路口站開通於1911年2月26日，最初是北南公司B線的車站。1931年3月27日，岔路口站改為巴黎地鐵13號線的車站。岔路口站分為地上部分和地下部分兩個部分，地鐵13號線的兩個分叉線在該站合流。

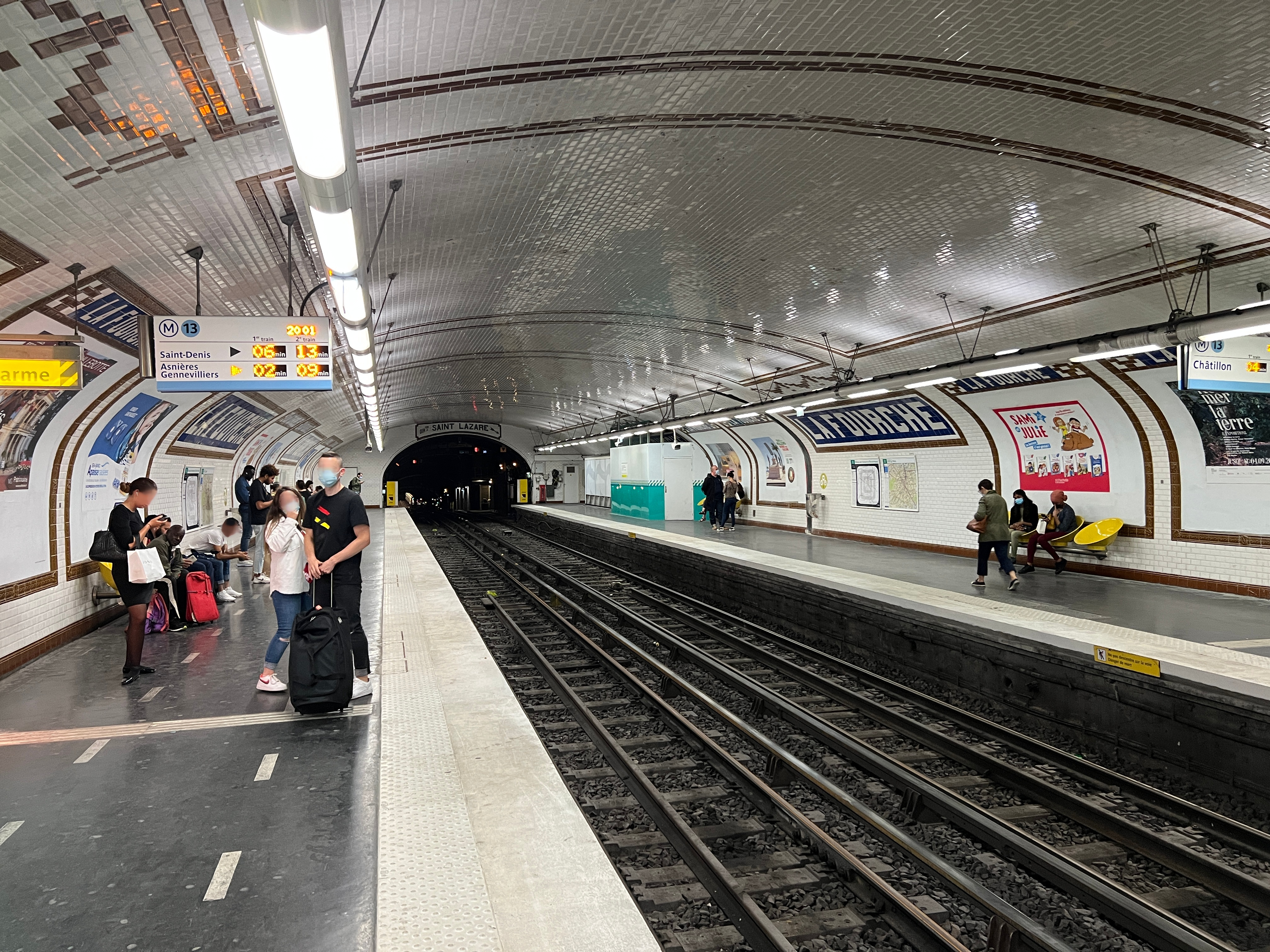
月台（2022年7月）

## 車站結構
| G  | 街道層             | 出入口                                              |
| B1 | 夾層               | 閘機、月台連接層                                    |
| B2 | 側式月台，右側開門 | 側式月台，右側開門                                  |
| B2 | 北行               | 往莱库尔蒂耶（布罗尚） · 往聖但尼大學 （居伊·莫凯） |
| B2 | 南行               | 往沙蒂永-蒙魯日（克利希廣場）                       |
| B2 | 側式月台，右側開門 |                                                     |
| B3 | 南行               | 往沙蒂永-蒙魯日（克利希廣場）                       |
| B3 | 側式月台，右側開門 |                                                     |